# Filip Krastev
Filip Krastev (en búlgaro: Филип Яворов Кръстев; Sofía, 15 de octubre de 2001) es un futbolista búlgaro que juega en la demarcación de centrocampista para el PEC Zwolle de la Eredivisie.

## Selección nacional
Tras jugar en la selección de fútbol sub-17 de Bulgaria y en la sub-19, finalmente hizo su debut con la selección de fútbol de Bulgaria el 6 de septiembre de 2020 en un encuentro de la Liga de Naciones de la UEFA contra Gales que finalizó con un resultado de 1-0 a favor del combinado galés tras el gol de Neco Williams.

## Clubes
| Club                           | País           | Año       | Partidos | Goles |
| ------------------------------ | -------------- | --------- | -------- | ----- |
| P. F. C. Slavia Sofia          | Bulgaria       | 2018-2020 | 34       | 3     |
| Lommel S. K.                   | Bélgica        | 2020      | 0        | 0     |
| P. F. C. Slavia Sofia (cedido) | Bulgaria       | 2020-2021 | 15       | 1     |
| E. S. Troyes A. C. (cedido)    | Francia        | 2021      | 2        | 0     |
| SC Cambuur Leeuwarden (cedido) | Países Bajos   | 2021-2022 | 5        | 1     |
| P. F. C. Levski Sofia (cedido) | Bulgaria       | 2022-2023 | 56       | 12    |
| Los Angeles F. C. (cedido)     | Estados Unidos | 2023      | 12       | 2     |
| PEC Zwolle (cedido)            | Países Bajos   | 2024-     | 46       | 8     |

## Palmarés

### Títulos nacionales
| Título           | Club                  | País     | Año  |
| ---------------- | --------------------- | -------- | ---- |
| Copa de Bulgaria | P. F. C. Levski Sofia | Bulgaria | 2022 |